# Poolside (pel·lícula)
Poolside és un curtmetratge de thriller del 2021 dirigit per Alex Kinter. La pel·lícula tracta sobre una mestressa de casa dels anys cinquanta Meg Stephens que intenta mantenir la seva salut mental mentre es troba sola a la piscina de casa seva. Durant la natació a la piscina, Meg va començar a sentir veus estranyes. Va decidir trobar el motiu d’aquests sons. La pel·lícula es va rodar a la casa, dissenyada i construïda a mida per a la família del senyor i senyora John Chester el 1958.

## Cast
- Anna Beyer - Meg Stephens
- Giovanni Cruz - Emma
- Jènnifer Kristin - Sarah Peterson
- Adam Luttrull - Austin Peterson
- Òscar Seung - Jeff Murphy

## Tripulació
- Alex Kinter - productor executiu, director, editor
- Erik Schuessler - codirector
- Jose Luis Partida - productor executiu

- Darius Holbert - música

## Premis
Across The Globe Film Festival: millor director, millor fotografia, millor música, millor muntatge.
Festival de cinema de Hollywood Blvd - Millor curtmetratge experimental 2021.
Indie Short Fest: millor curtmetratge de suspens, premi d’excel·lència del jurat (menció especial) (Los Angeles, Califòrnia, 2021).
Independent Shorts Awards: premi Platinum al millor curt de misteri, premi d’or a la millor fotografia, millor pel·lícula del mes (accèssit) (Los Angeles, Califòrnia, 2021).
Premi a la millor pel·lícula independent - Millor pel·lícula experimental independent (curtmetratge) (Londres, Anglaterra, 2021).